# سيرغيه باغابش
سيرغيه باغابش (4 مارس 1949 - 29 مايو 2011)، رئيس أبخازيا، وهو أول رئيس لها بعد الاستقلال، ويتمتع بعلاقات جيده مع روسيا، توفى في 29 مايو 2011 في مستشفى بموسكو عقب خضوعه لجراحة بالرئة.